# Landkreis Bad Kreuznach
Landkreis Bad Kreuznach er en landkreis i delstaten Rheinland-Pfalz i Tyskland. Bad Kreuznach er hovedby i landkreisen. 

## Byer og kommuner
Kreisen havde 158080  indbyggere pr.  2018-12-31

- 1. Bad Kreuznach  * (50948)
- 2. Kirn * (8193)

Forbundskommuner (Verbandsgemeinden) med tilhørende kommuner:
(* markerer administrationsby i Verbandsgemeinde)
| - 1. Verbandsgemeinde Bad Kreuznach [adm: Bad Kreuznach] 1. Altenbamberg (737) 2. Biebelsheim (612) 3. Feilbingert (1547) 4. Frei-Laubersheim (1040) 5. Fürfeld (1537) 6. Hackenheim (2068) 7. Hallgarten (741) 8. Hochstätten (618) 9. Neu-Bamberg (959) 10. Pfaffen-Schwabenheim (1329) 11. Pleitersheim (328) 12. Tiefenthal (117) 13. Volxheim (1155) - 2. Verbandsgemeinde Bad Sobernheim 1. Auen (186) 2. Bad Sobernheim, by * (6573) 3. Bärweiler (217) 4. Daubach (223) 5. Ippenschied (156) 6. Kirschroth (262) 7. Langenthal (93) 8. Lauschied (526) 9. Martinstein (276) 10. Meddersheim (1306) 11. Merxheim (1380) 12. Monzingen (1568) 13. Nußbaum (450) 14. Odernheim am Glan (1657) 15. Rehbach (47) 16. Seesbach (498) 17. Staudernheim (1370) 18. Weiler bei Monzingen (452) 19. Winterburg (191) | - 3. Verbandsgemeinde Kirn-Land [adm: Kirn] 1. Bärenbach (497) 2. Becherbach bei Kirn (388) 3. Brauweiler (54) 4. Bruschied (281) 5. Hahnenbach (504) 6. Heimweiler (388) 7. Heinzenberg (21) 8. Hennweiler (1219) 9. Hochstetten-Dhaun (1717) 10. Horbach (43) 11. Kellenbach (252) 12. Königsau (59) 13. Limbach (299) 14. Meckenbach (351) 15. Oberhausen bei Kirn (877) 16. Otzweiler (191) 17. Schneppenbach (221) 18. Schwarzerden (234) 19. Simmertal (1864) 20. Weitersborn (201) - 4. Verbandsgemeinde Langenlonsheim 1. Bretzenheim (2593) 2. Dorsheim (718) 3. Guldental (2475) 4. Langenlonsheim * (3868) 5. Laubenheim (817) 6. Rümmelsheim (1358) 7. Windesheim (1800) - 5. Verbandsgemeinde Meisenheim 1. Abtweiler (197) 2. Becherbach (837) 3. Breitenheim (374) 4. Callbach (353) 5. Desloch (332) 6. Hundsbach (375) 7. Jeckenbach (211) 8. Lettweiler (206) 9. Löllbach (201) 10. Meisenheim, Stadt * (2794) 11. Raumbach (400) 12. Rehborn (696) 13. Reiffelbach (227) 14. Schmittweiler (186) 15. Schweinschied (156) | - 6. Verbandsgemeinde Rüdesheim 1. Allenfeld (204) 2. Argenschwang (342) 3. Bockenau (1212) 4. Boos (371) 5. Braunweiler (603) 6. Burgsponheim (238) 7. Dalberg (224) 8. Duchroth (536) 9. Gebroth (160) 10. Gutenberg (946) 11. Hargesheim (2919) 12. Hergenfeld (529) 13. Hüffelsheim (1312) 14. Mandel (909) 15. Münchwald (282) 16. Niederhausen (567) 17. Norheim (1547) 18. Oberhausen an der Nahe (362) 19. Oberstreit (290) 20. Roxheim (2574) 21. Rüdesheim * (2683) 22. Sankt Katharinen (373) 23. Schloßböckelheim (381) 24. Sommerloch (398) 25. Spabrücken (1123) 26. Spall (178) 27. Sponheim (736) 28. Traisen (567) 29. Waldböckelheim (2192) 30. Wallhausen (1513) 31. Weinsheim (1822) 32. Winterbach (478) - 7. Verbandsgemeinde Stromberg 1. Daxweiler (779) 2. Dörrebach (696) 3. Eckenroth (222) 4. Roth (286) 5. Schöneberg (625) 6. Schweppenhausen (867) 7. Seibersbach (1277) 8. Stromberg, by * (3303) 9. Waldlaubersheim (804) 10. Warmsroth (455) |